# Compur

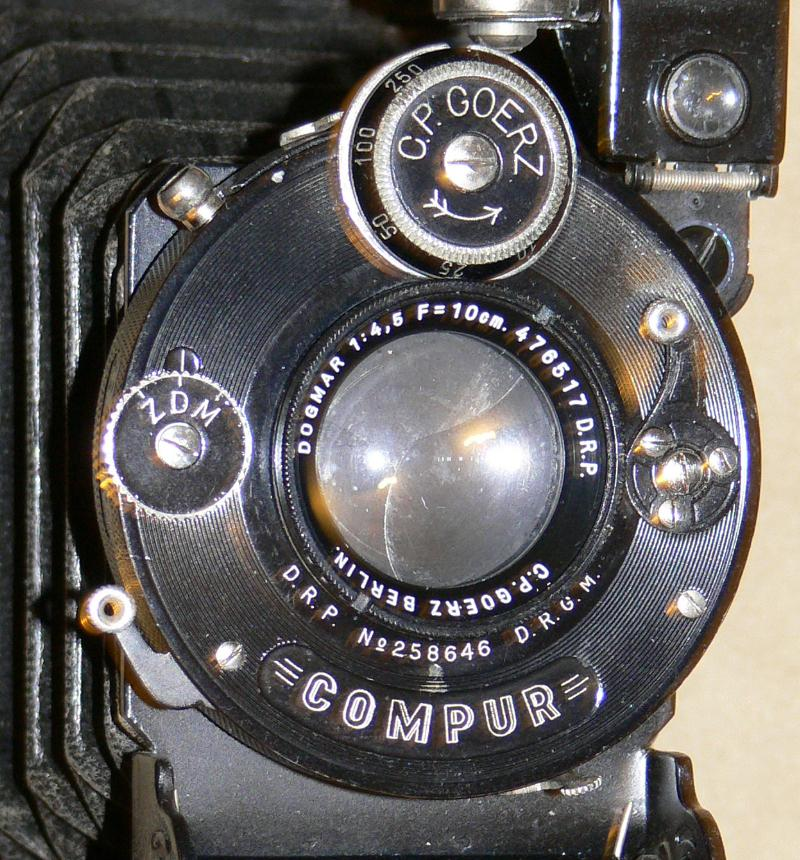
Затвор «Compur» раннього типу, встановлений в об'єктиві Goerz

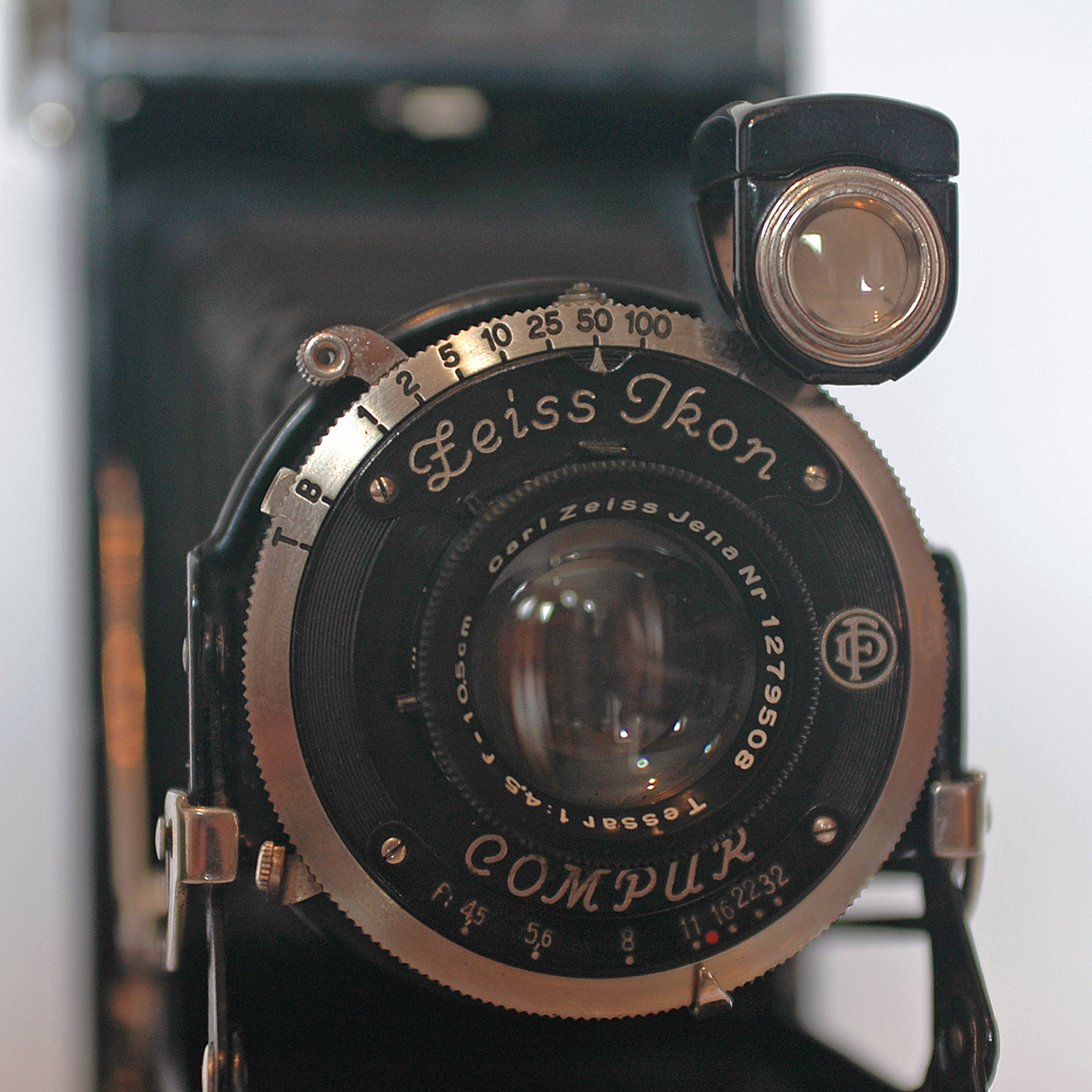
Затвор «Compur» пізнього типу в об'єктиві Carl Zeiss

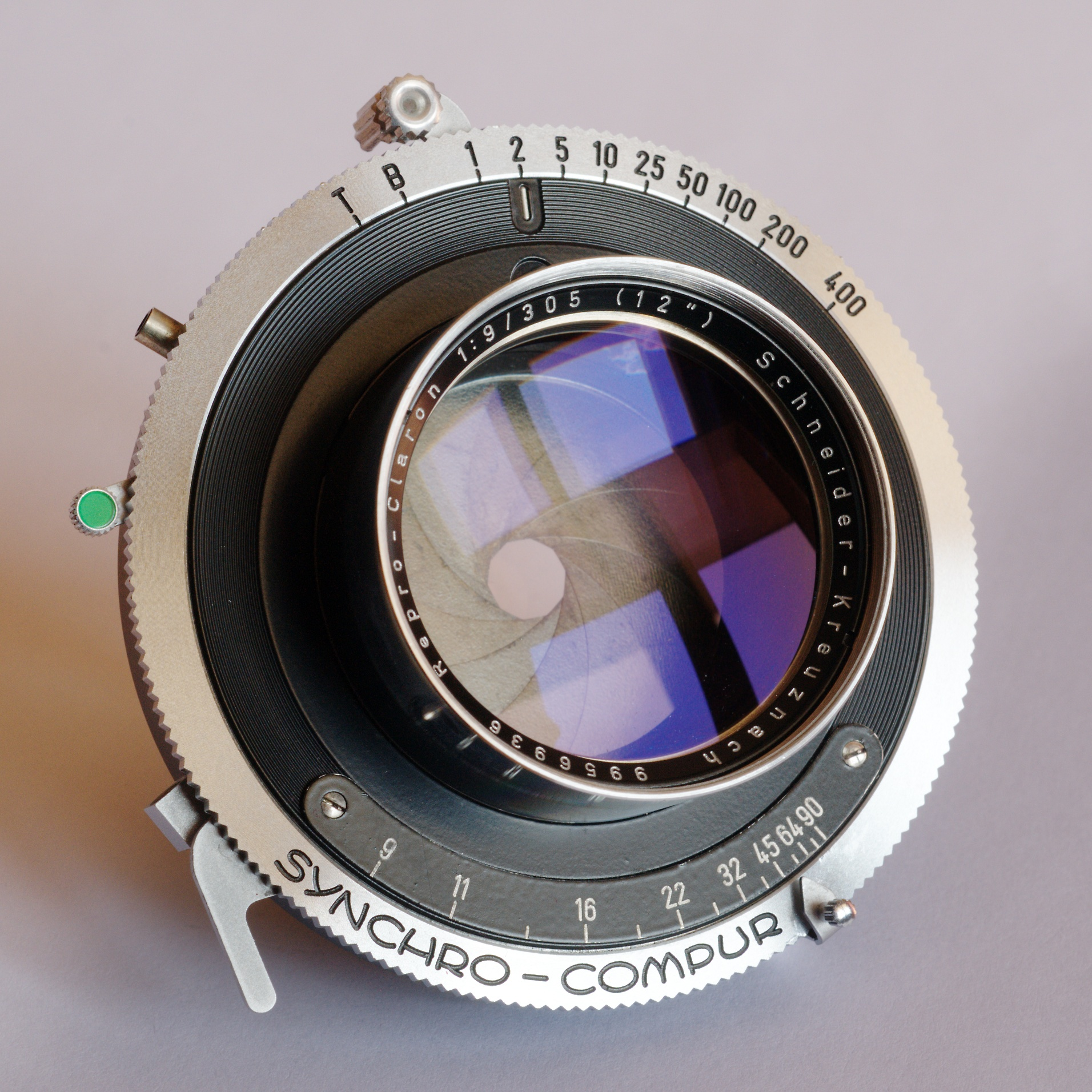
Затвор Synchro-Compur в об'єктиві «Schneider Kreuznach»

«Cómpur» (в українській літературі транслітерується в «Ко́мпур») — тип центральних фотозатворів, який розробив німецький інженер Фрідріх Декель. Подальший розвиток конструкції затвора «Compound», що вироблявся від 1908 року. Назву «Compur» складено зі слів «Compound» та «Uhrwerk», останнє з яких вказує на годинниковий тип механізму затримки. Оригінальні затвори «Compur» для різних фотоапаратів протягом 40 років, від 1912 до 1952 року випускала фірма F. Deckel (Мюнхен, Німеччина). Загалом випущено понад 8,5 млн затворів. Надалі затвори цього типу випускали інші виробники, їх донині використовують у деяких типах фотоапаратури.

## Історія
Перші затвори типу «Compur» з'явилися 1912 року (D.R.P. № 258646) і базувалися на конструкції ранішого затвора «Compound». Ранні моделі «Компурів» (від 1912 до 1928 року) мали два диски для встановлення витримки, з них перший використовувався для встановлення типу витримки (відкритий затвор, «від руки» і за значенням), а другий — для встановлення конкретного значення витримки (1, 1/2, 1/5, 1/10, 1/25, 1/50, 1/100 та 1/250 с). Згодом, від 1928 року, випускалися затвори зі встановленням витримки за допомогою повороту лімба навколо корпусу затвора. Також від 1928 року введено автоспуск. Спочатку затвор був трипелюстковим, а від 1935 року випускалася також модель «Compur-Rapid» з п'ятипелюстковим затвором і додатковою витримкою 1/500 с. Зрештою, від 1949 року випускалися затвори з синхроконтактом спалаху типу X, а від 1951 — остання модель серії, «Synchro-Compur» з синхроконтактами типу X і M.
Конструкція затвора між лінзами об'єктива передбачала встановлення ірисової діафрагми поблизу площини пелюсток затвора в спільному модулі. У ранніх моделях був доступний діапазон діафрагмових чисел від 6,5 до 26, а в пізніших — від 4,5 до 32. Затвори встановлювали в об'єктиви різних виробників, таких як Carl Zeiss, Dallmeyer Perfac, Rodenstock та інших.
Затвори «Compur» використовували багато фірм-виробників фототехніки, зокрема такими великими підприємствами, як Zeiss Ikon, ICA AG, Welta, Goerz, Leica. Крім того, імпортні затвори «Compur» встановлювали на деяких американських фотокамерах Eastman Kodak Co., а також на частині радянських фотокамер «Фотокор №1» та «Москва-1».

## Серійні номери затворів
Хоча точна статистика номерних діапазонів затворів типу «Compur» за роками виробництва відсутня, доступна інформація про орієнтирні номери затворів, випущені в конкретні роки:
| Орієнтирні серійні номери затворів «Compur» за роками виробництва |           |                     |                     |
| Рік                                                               | Номер     | Рік                 | Номер               |
| 1914                                                              | 250 000   | 1935                | 3 200 000           |
| 1920                                                              | 450 000   | 1936                | 3 750 000           |
| 1922                                                              | 500 000   | 1937                | 4 250 000           |
| 1925                                                              | 600 000   | 1938                | 4 850 000           |
| 1926                                                              | 750 000   | 1939                | 5 400 000           |
| 1927                                                              | 850 000   | Друга світова війна | Друга світова війна |
| 1928                                                              | 950 000   | 1947                | 6 000               |
| 1929                                                              | 1 000     | 1948                | 6 200 000           |
| 1930                                                              | 1 150 000 | 1949                | 6 500 000           |
| 1931                                                              | 1 500 000 | 1950                | 7 000               |
| 1932                                                              | 1 800 000 | 1951                | 7 700 000           |
| 1933                                                              | 2 250 000 | 1952                | 8 500 000           |